# کافه سوسایتی (فیلم)
کافه سوسایتی (انگلیسی: Café Society) فیلمی رمانتیک کمدی-درام نوشته و به کارگردانی وودی آلن است که در سال ۲۰۱۶ منتشر شد. در این فیلم جسی آیزنبرگ، کریستن استوارت، استیو کارل، پارکر پوزی، بلیک لایولی، کوری استول، جینی برلین، کن استات و تونی سیریکو به ایفای نقش پرداخته‌اند. فیلم‌برداری در ۱۷ اوت ۲۰۱۵ در لس آنجلس آغاز شد.
کافه سوسایتی در مارس ۲۰۱۶ میلادی در شصت و نهمین جشنواره فیلم کن، کافه سوسایتی فیلم افتتاح‌کننده جشنواره می‌باشد. بدین ترتیب این سومین باری است که آلن، جشنواره کن را با فیلم‌هایش افتتاح می‌کند. پیش از این در سال ۲۰۰۲ میلادی با فیلم پایان هالیوودی و در سال ۲۰۱۱ میلادی با فیلم نیمه‌شب در پاریس وودی آلن جشنواره کن را افتتاح کرده بود.
داستان حول محور کافه سوسایتی دهه ۱۹۳۰ میلادی هالیوود می‌چرخد. این فیلم ماجرای یک پسر جوان را روایت می‌کند که در دهه سی میلادی با رؤیای ورود به سینما به هالیوود قدم می‌گذارد اما عشق او را به دنیای پرشور و حال کافه سوسایتی راه می‌برد که یکی از شاخصه‌های کلیدی آن دوران بود.